# Epepeotes uncinatus
Epepeotes uncinatus là một loài bọ cánh cứng trong họ Cerambycidae.